# Дворец Грешем
Дворец Грешем (также Дворец Грешема, венг. Gresham-palota) — здание в Будапеште, образец стиля модерн в архитектуре. Построенное как офисно-жилой комплекс в начале XX века, ныне используется как один из люксовых отелей сети Four Seasons Hotels and Resorts.
Дворец назван в честь Томаса Грешема, английского купца и финансиста XVI века, основателя Королевской биржи в Лондоне.

## История
Дворец расположен у набережной Дуная, на площади Иштвана Сеченьи, напротив восточной оконечности Цепного моста. Изначально на этом месте располагался Дом Нако, неоклассический особняк, построенный в 1827 году. 
В 1880 году британская компания страхования жизни Gresham Life Assurance Company приобрела его в инвестиционных целях. Позднее было решено построить здесь новое представительное здание как региональную штаб-квартиру. Заказ на этот проект получили местные архитекторы Жигмонд Квиттнер и Йозеф Ваго. Строительство началось в 1904 году и завершилось в 1906 году (открытие состоялось в 1907 году). На момент открытия в здании помимо офисов располагались жилые апартаменты руководства страховой компании. 
После взятия Будапешта Красной армией здание отдали под казармы. Во времена ВНР дворец был многоквартирным жилым домом. 
В 1990-е годы, после падения коммунистического режима, новое правительство подарило дворец городу Будапешту. В 1998 году инвестор получил разрешение от властей города перестроить здание в роскошный отель, управлять которым была приглашена сеть «Four Seasons».
В 2001 году новый инвестор снова реконструировал дворец, восстановив такие оригинальные детали, как парадная лестница, витражи, мозаики, декоративные решетки и зимние сады. Отель вновь открылся в 2004 году.

## Галерея

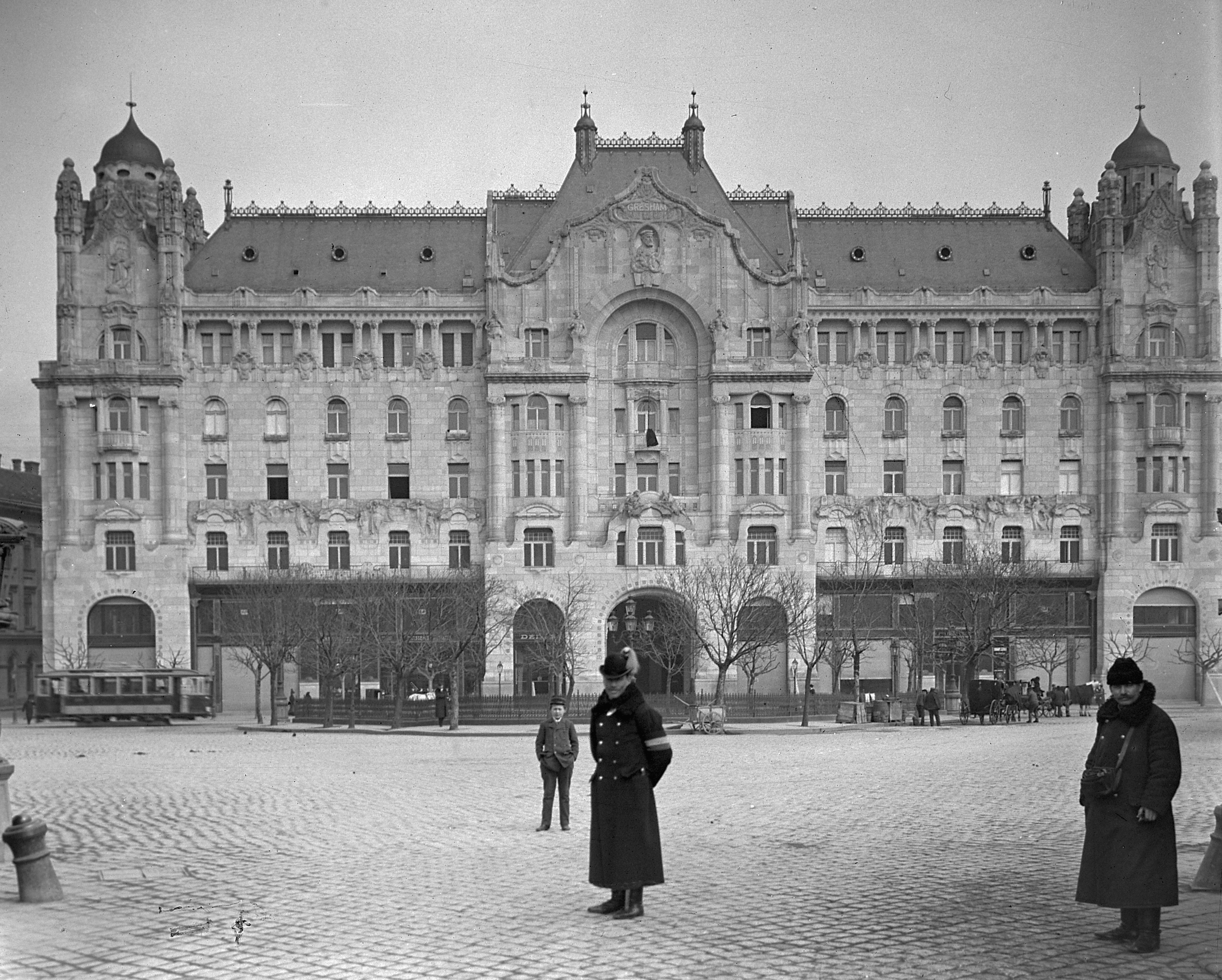
Здание в 1910 году
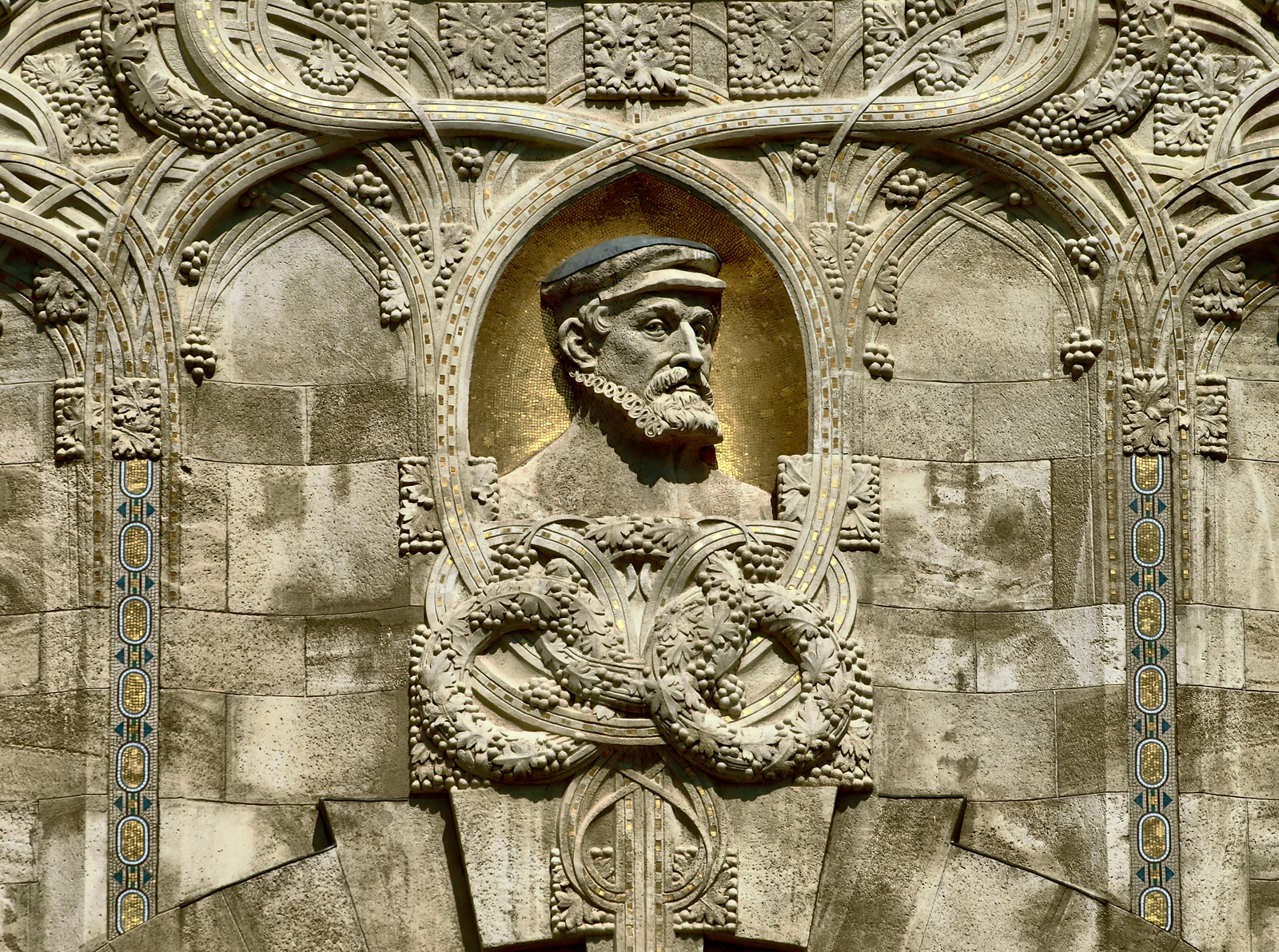
Бюст Томаса Грешема на фасаде
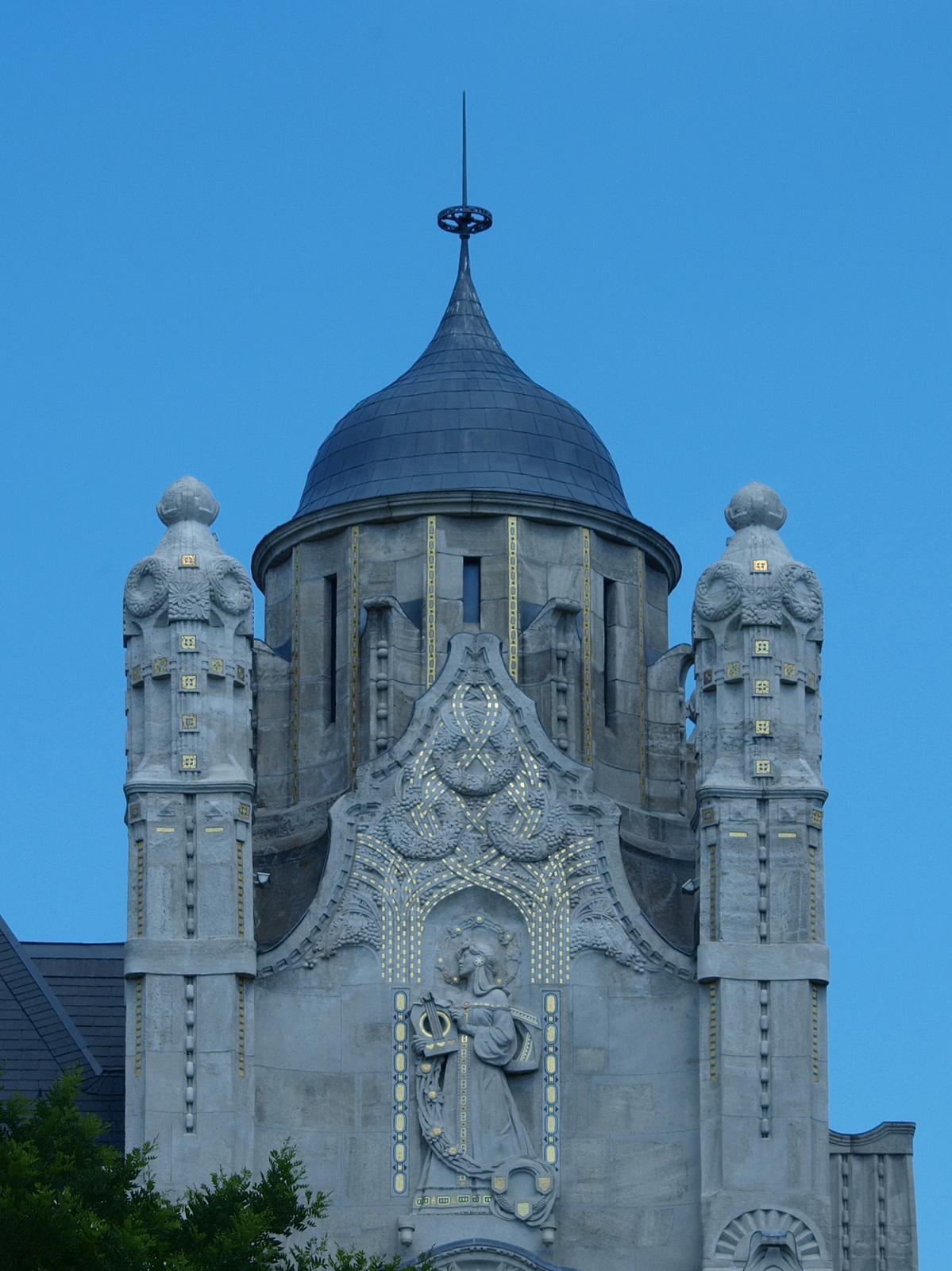
Одна из двух боковых башен
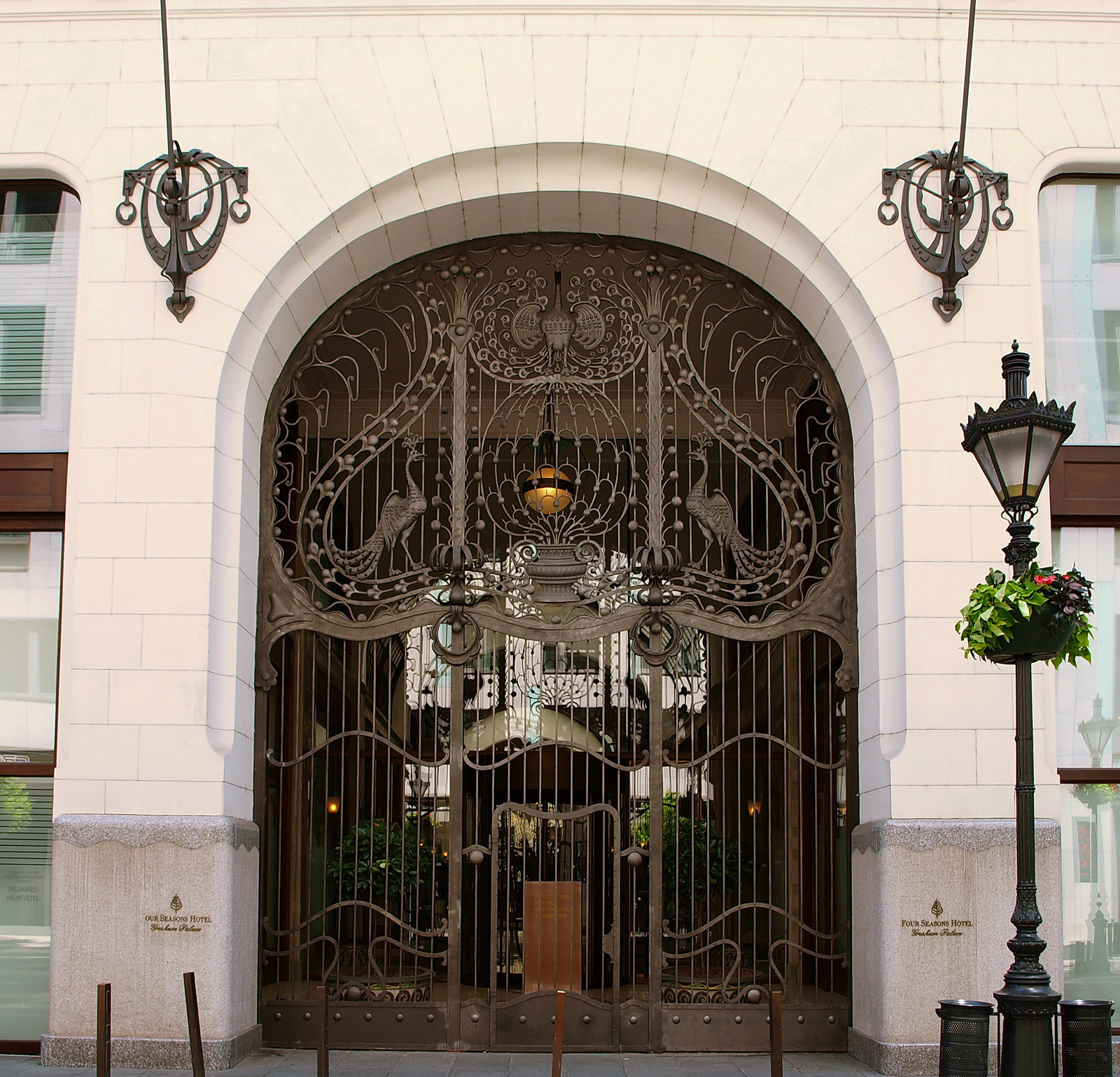
Декоративная решетка парадного входа
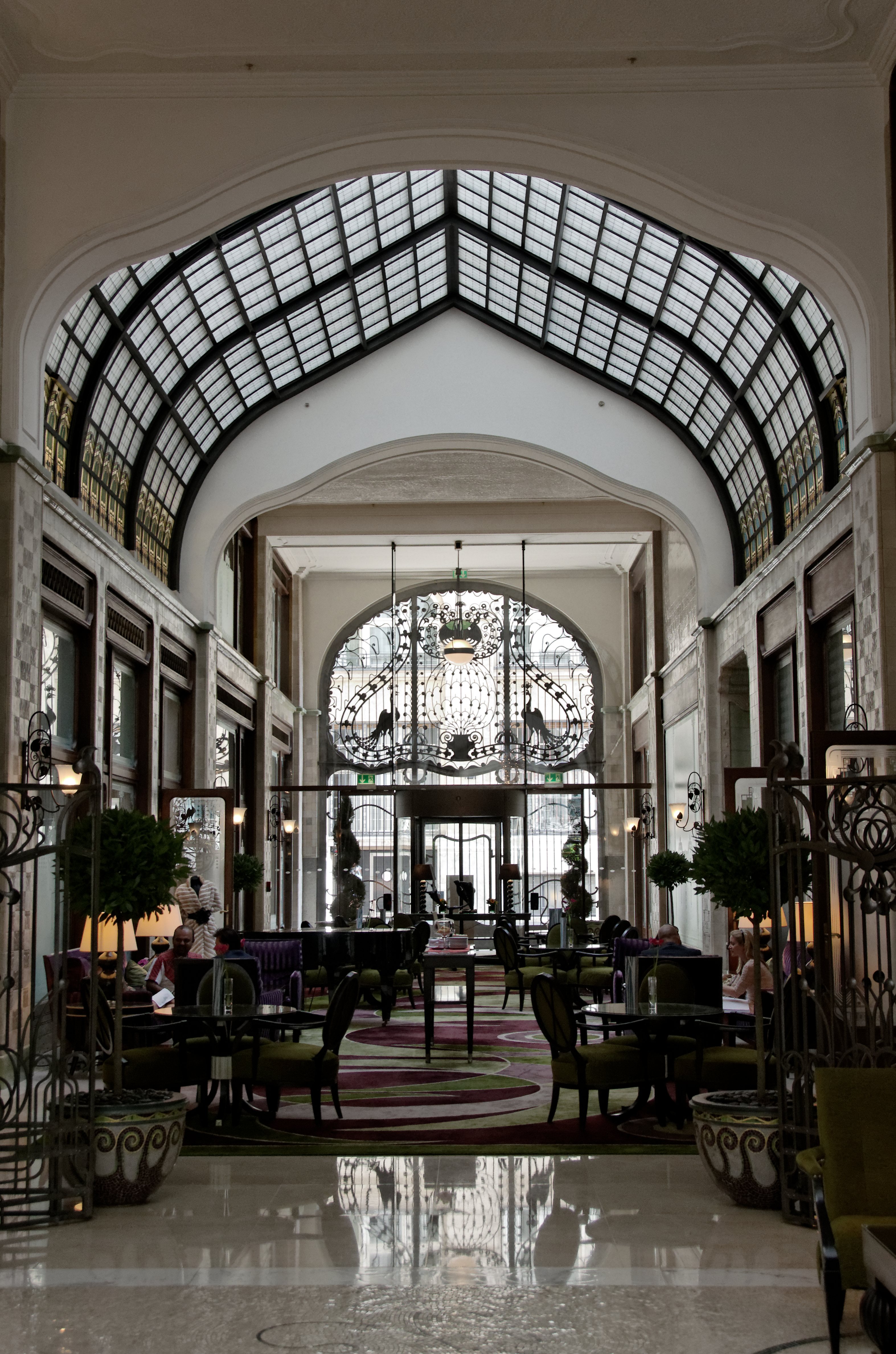
Интерьер холла
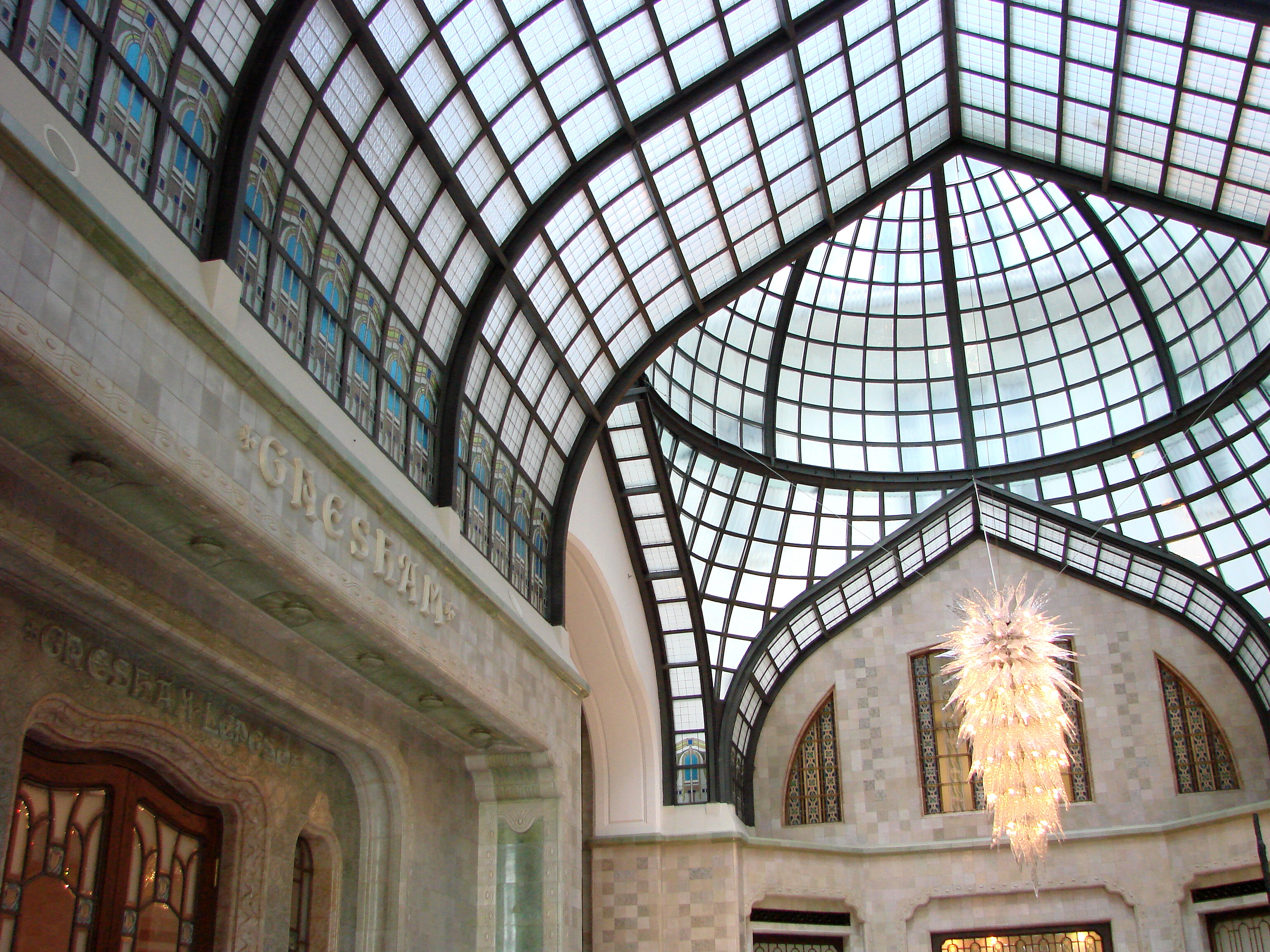
Ажурная решетка свода